# Nomada bifasciata
Nomada bifasciata ist eine Biene aus der Familie der Apidae. Die Art sieht Nomada fucata ähnlich.

## Merkmale
Die Bienen haben eine Körperlänge von 10 bis 12 Millimetern (Weibchen) bzw. 8 bis 11 Millimetern (Männchen). Der Kopf und der Thorax der Weibchen sind schwarz, Ersterer hat eine rote, Letzterer eine gelbe Zeichnung. Die Tergite sind basal rot, die Scheibe am ersten ist rot, am zweiten rot mit gelben Flecken und am dritten bis sechsten gelb. Die Hinterränder sind teilweise verdunkelt. Die Sternite sind rot, ebenso das am Vorderrand aufgewölbte Labrum. Das dritte Fühlerglied ist kürzer als das vierte. Das Schildchen (Scutellum) hat einen gelben Fleck. Die Schienen (Tibien) der Hinterbeine haben am Ende einen stumpfen Zahn und zwei nahe beieinander liegende, gekrümmte Dornen. In Südeuropa haben die Weibchen nur rot und schwarz gefärbte Tergite. Bei den Männchen ist der Kopf und Thorax ebenfalls schwarz. Beide haben jedoch eine gelbe Zeichnung. Die Tergite sind basal schwarz, die Scheibe ist am ersten rot, am zweiten bis siebten gelb, die Endränder sind rot. Das dritte Fühlerglied ist kürzer als das vierte, die darauffolgenden sind auf der Rückseite jeweils am Ende knotig verdickt. Die Geissel ist oben rotgelb, das sechste bis neunte Fühlerglied ist schwarz. Das Schildchen hat ebenso einen kleinen gelben Fleck. Die Sternite sind rot und teilweise gelb gefleckt. Schenkelring (Trochanter) und Schenkel (Femora) an den Hinterbeinen sind basal dicht gelb behaart. Die Schienen an den Hinterbeinen haben am Ende einen stumpfen Zahn und zwei Dornen, die nicht beieinander liegen.

## Vorkommen und Lebensweise
Die Art ist in Süd- und Mitteleuropa verbreitet. Die Tiere fliegen von Ende März bis Ende Juni. Die Art parasitiert Andrena gravida.

## Belege
Felix Amiet, M. Herrmann, A. Müller, R. Neumeyer: Fauna Helvetica 20: Apidae 5. Centre Suisse de Cartographie de la Faune, 2007, ISBN 978-2-88414-032-4.